# Письмо незнакомки (фильм, 1948)
«Письмо́ незнако́мки» (англ. «Letter from an Unknown Woman») — романтическая мелодрама, поставленная немецким режиссёром Максом Офюльсом на американской киностудии «Рампарт» в 1948 году по мотивам одноимённой новеллы Стефана Цвейга (нем. «Brief Einer Unbekannten»). 
Это третий из пяти полнометражных фильмов, снятых режиссёром в Америке. Фильм снят за два года до того, как режиссёр принял решение вернуться из эмиграции на родину, в Германию. Премьера фильма состоялась в США 28 апреля 1948 года.
Фильм «Письмо незнакомки» как произведение высокого культурно-исторического и эстетического значения был в 1992 году внесён в Национальный реестр фильмов, хранящихся в Библиотеке Конгресса США.

## Сюжет
Действие фильма происходит в Вене, в самом начале 1900-х годов. Стефан Бранд, не желая драться на дуэли с заведомо более сильным соперником, собирается незаметно уехать со своей квартиры ещё до наступления утра.
Машинально перебирая накопившуюся почту, он увидел письмо, на котором стоял казённый штамп больницы Доброй Надежды. Пробежав глазами по первым строкам, он не мог оторваться от чтения. На плотно исписанных листах бумаги была исповедь Лизы Берндли, женщины любившей его всю свою жизнь.
Ещё школьницей, Лиза впервые увидела Стефана, который поселился в соседней квартире. Молодой музыкант долгими часами играл на рояле и Лиза представляла, что он играет только для неё одной. Вскоре, у матери девушки, появился новый знакомый, военный портной герр Кастнер, который сделал предложение и увёз семью в Линц, где стоял его гарнизон.
В Линце за Лизой ухаживал племянник местного полковника, лейтенант фон Калтнеггер и родители с нетерпением ждали их свадьбу. Неожиданно Лиза дала понять, что связана некими обязательствами и, к всеобщему разочарованию, расторгла помолвку. Не желая больше оставаться с родителями, она переехала в Вену и устроилась моделью в ателье фрау Спитцер.
Зная, где можно найти Стефана, Лиза инициирует «случайную» встречу, оказавшуюся успешным прологом к начавшемуся роману. Для Стефана это время — пик творчества, его имя называется в ряду самых талантливых молодых музыкантов, газеты пишут о нём, как о втором Моцарте. Следуют приглашения на гастроли, Стефан едет в Милан и в калейдоскопе новых впечатлений забывает о Лизе, а вернувшись не возобновляет встреч.
У Лизы рождается ребёнок, но она отказывается сказать, кто его отец, несмотря на настойчивость сестры милосердия. Мальчика она назвала Стефан и стала воспитывать его одна. Только спустя девять лет Лиза дала согласие на брак барону Йоханну Стауфферу, высокопоставленному чиновнику. Казалось в её жизни наступили размеренность и покой. Супруг был добр к приёмному сыну и искренно любил жену. Но в опере, случайно встретив Стефана, Лиза поняла, что никогда не забывала его.
Большим музыкантом Стефан не стал, вёл светскую жизнь, любил компании и оставил свой талант в прошлом. Встретив Лизу он не узнал её, как не узнал когда-то в ней соседскую девочку. Его интересы замыкались больше на нём самом. Вспыхнувшее с новой силой чувство Лизы было уязвлено, она не знала как ей поступить.
По роковому стечению обстоятельств маленький Стефан заразился тифом и, недолго пролежав в больнице, умер. Лиза не отходившая от его постели ни на шаг, вскоре узнала, что также неизлечимо больна.
В дочитанном письме, на последней странице стояла больничная печать извещавшая о смерти Лизы. Незаметно прошла ночь, выглядывая в окно, Стефан разглядел секундантов своего сегодняшнего соперника. Выйдя из дому, он сел в подъехавший экипаж и не раздумывая поехал к месту намеченного поединка.

## В ролях
- Джоан Фонтейн — Лиза Брендли
- Луи Журдан — Стефан Бранд
- Кэрол Йорк — Мария
- Арт Смит — Джон, слуга Стефана
- Джон Гуд — Леопольд фон Калтнеггер
- Марсель Журне — Йоганн Стауффер
- Мади Кристианс — фрау Брендли
- Эрскин Сэнфорд — Портер
- Хауард Фримэн — герр Кастнер
- Отто Уолдис — консьерж
- Соня Брайден — фрау Спитцер
- Джон Эллиотт — торговец цветами (в титрах не указан)

## Анализ
«Письмо незнакомки» принадлежит к когорте послевоенных фильмов, которые противопоставляли ужасам разрушенной войной Европы уютное, идиллическое существование европейских столиц в «прекрасную эпоху» конца XIX века. Подобно тому, как закольцовано повествование, кинокамера постоянно кружит вокруг главных героев, что наводит на мысль о безвыходности их положения. Раз за разом попадающая в кадр спиралевидная лестница, ведущая в квартиру Бранда, словно намекает на закрученность их пути друг к другу.

Пожалуй, это самый неголливудский фильм, когда-либо снятый в Голливуде. В интерпретации Офюльса это … сон, погружение в навсегда ушедшую Европу пансионов, военных городков, парков аттракционов. Несчастные герои, несчастный континент. Камера кружит по лестничным маршам, ныряет в сумрак венских улиц, нежно и сочувственно всматривается в лица героев, даже ничтожного Бранда, достойного жалости хотя бы потому, что он тоже часть той, сгинувшей Европы.— Михаил Трофименков